# Журавлёвское сельское поселение (Белгородская область)
Журавле́вское се́льское поселе́ние — муниципальное образование Белгородского района Белгородской области России.
Административный центр — село Журавлёвка.

## История
Журавлёвское сельское поселение образовано 20 декабря 2004 года в соответствии с Законом Белгородской области № 159.

## Население
| 2010  | 2011  | 2012  | 2013  | 2014  | 2015  | 2016  | 2017  | 2018  |
| ----- | ----- | ----- | ----- | ----- | ----- | ----- | ----- | ----- |
| 1338  | ↗1339 | ↗1361 | →1361 | ↗1373 | ↗1379 | ↗1391 | ↗1429 | ↘1420 |
| 2019  | 2020  | 2021  |       |       |       |       |       |       |
| ↗1428 | ↗1435 | ↘1262 |       |       |       |       |       |       |

## Состав сельского поселения
| № | Населённый пункт | Тип населённого пункта       | Население |
| - | ---------------- | ---------------------------- | --------- |
| 1 | Журавлёвка       | село, административный центр | ↗1193     |
| 2 | Нехотеевка       | хутор                        | ↗145      |